# Frances Ryan
Frances Ryan es una periodista y activista británica en favor de las personas con discapacidad. La organización filantrópica Shaw Trust la citó en 2021 como una de las personas discapacitadas más influyentes del Reino Unido. Es miembro de la Royal Society of Literature.

## Biografía
Ryan es periodista, escritora y doctora en política por la Universidad de Nottingham. Rayan, que tiene debilidad muscular generalizada y debe desplazarse en silla de ruedas, realiza una labor activa en favor de las personas con discapacidades.  Comenzó a escribir sobre discapacidad en 2012 y colabora con la columna Hardworking Britain en The Guardian. También es investigadora política en la Universidad de Nottingham. 
En el libro de 2019 Crippled: Austerity and the Demonization of Disabled People Ryan se centra en los efectos de la pandemia de COVID-19 y la inflación, llamando la atención sobre los impactos del programa de austeridad del Reino Unido en las personas con discapacidad. En 2021 la BBC emitió la serie Hen Night, basada en su libro.

## Reconocimiento
En 2015, Ryan recibió el Premio a la Mejor Tesis en Política de la Escuela de Política y Relaciones Internacionales de la Universidad de Nottingham.
También recibió el premio de impacto mediático del Royal National Institute of Blind People en 2019.
En 2022 fue nombrada miembro de la Royal Society of Literature, por su libro Crippled y sus publicaciones en The Guardian.